# Dishonored 2
Dishonored 2 es un videojuego perteneciente al género de acción-aventura y sigilo desarrollado por la empresa Arkane Studios y distribuido por Bethesda Softworks para PlayStation 4, Xbox One y Microsoft Windows. Es la secuela de Dishonored. Su fecha de lanzamiento fue confirmada para el 11 de noviembre de 2016. Un lanzamiento rodeado de cierta polémica entre la comunidad de jugadores de PC debido a la mala optimización del juego para dicha plataforma. En los meses posteriores se lanzaron varias actualizaciones para tratar de solucionarlo.

## Jugabilidad
Dishonored 2 es un juego de acción-aventura y sigilo en primera persona. El jugador puede iniciar la campaña con Emily Kaldwin o Corvo Attano (protagonista de Dishonored) los cuales podrán expresarse a lo largo del juego. Ambos personajes tendrán habilidades y estilos de juego muy distintos. El sigilo vuelve a ser una mecánica esencial en el título y el jugador puede optar por ser sigiloso o letal en cada misión, pero esto traerá consecuencias futuras a la trama. 

## Argumento
Dishonored 2 se ambientará 15 años después de la plaga que azotó la ciudad Dunwall. Los protagonistas principales serán Corvo Attano, ex guardaespaldas, y Emily Kaldwin, la hija de la emperatriz de Dunwall. La localización del juego será en Karnaca, una ciudad ficticia de Europa infestada por una nueva plaga transmitida por insectos voladores.

## Personajes

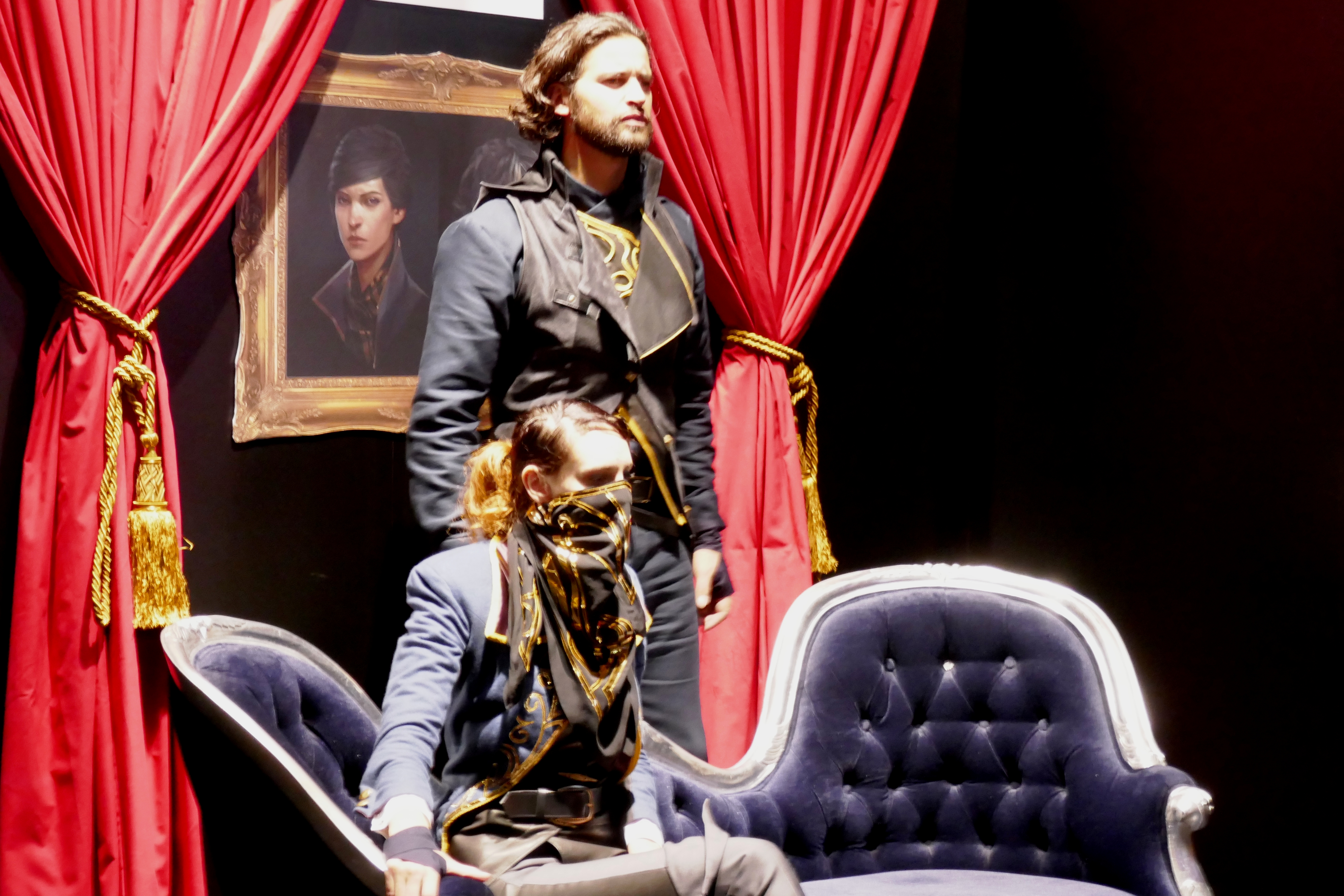
Actores representando a Corvo y a Emily enPGW 2016.

- Corvo Attano. Un asesino enmascarado y ex-guardaespaldas de la Emperatriz Kaldwin. Es el coprotagonista de la historia.
- Emily Kaldwin. Es la hija de la Emperatriz Kaldwin y de Corvo. Es la coprotagonista de la historia.

## Desarrollo
En julio de 2015, Bethesda confirmó el desarrollo de Dishonored 2 para consolas de nueva generación, presentando un tráiler oficial del título durante el E3. El juego será desarrollado nuevamente por Arkane Studios. Su fecha de lanzamiento fue confirmada para noviembre de 2016. A diferencia de Dishonored que llevaba el motor gráfico Unreal Engine 3, Disohonored 2 está creado con una versión modificada del motor ID Tech 5.